# Journal of Phonetics
Journal of Phonetics es una revista científica de lingüística, que cubre temas de fonética y fonología. Fue fundada en 1973 y tiene una periodicidad bimestral. Actualmente es publicada por Elsevier y su editor en jefe es Taehong Cho (Universidad de Hanyang).
Según Journal Citation Reports, en 2014 la revista tuvo un factor de impacto de 1.598, colocándola en el 10% superior del campo de la lingüística.

## Objetivos y alcance
La revista publica artículos de carácter experimental o teórico que tratan aspectos fonéticos del lenguaje y de los procesos lingüísticos de comunicación. También se consideran artículos de tecnología, patologías o de una naturaleza interdisciplinaria, siempre y cuando subyazcan a ellos principios lingüísticos y fonéticos. La revista también edita artículos de revisión y cartas al editor, así como números temáticos, dedicados completamente a un tema concreto dentro del campo de la fonética.

## Indexación
La revista es indexada por:
- Abstracts in Anthropology
- Arts and Humanities Citation Index
- Communication and Mass Media Complete
- Current Contents
- Dietrich's Index Philosophicus
- EMCARE
- ERIC
- International Bibliography of the Social Sciences
- Internationale Bibliographie der Rezensionen Geistes- und Sozialwissenschaftlicher Literatur
- Linguistics and Language Behavior Abstracts
- Language Teaching
- Linguistics Abstracts Online
- MLA International Bibliography
- PASCAL
- Periodicals Index Online
- PsycINFO
- Scopus
- Social Sciences Citation Index